# Bugatti Tipo 45 e 47
La Tipo 45 è un'autovettura da competizione prodotta dalla Casa francese Bugatti tra il 1928 ed il 1929. La Tipo 47 è un prototipo del 1930 derivato dalla Tipo 45, della quale prefigurava una possibile trasposizione omologata per utilizzo stradale.

## Profilo e storia

### Caratteristiche dei due modelli

#### LaTipo 45
La Tipo 45 voleva essere il top della produzione Bugatti da competizione nei tardi anni '20 del secolo scorso. Per questa vettura, il patron Ettore Bugatti studiò un nuovo e più robusto telaio a longheroni e traverse in acciaio, atto ad ospitare e a reggere le forti sollecitazioni del motore, un'unità a ben 16 cilindri disposti ad U e nata dall'unione di due motori ad 8 cilindri derivati di origine Tipo 35, disposti l'uno parallelo all'altro. Tale schema aveva origini di tipo aeronautico e più precisamente risalenti alla prima guerra mondiale, quando Ettore Bugatti convertì la propria produzione automobilistica a quella di motori per aerei. Il fiore all'occhiello della produzione motoristica Bugatti di quel periodo furono proprio i motori U16 denominati King-Bugatti e destinati ai caccia utilizzati durante il conflitto. La cilindrata di questa complessa unità motrice montata sulla Tipo 45 era di 3981 cm3, data da misure di alesaggio e corsa pari a 60 x 88 (proprio come nelle Tipo 35, 35A e 35C). Questi motori erano dotati ognuno di un proprio albero a gomiti e di un proprio asse a camme in testa. Anche qui, come in molti altri modelli della casa di Molsheim, la testata era a tre valvole per cilindro. Ognuna di queste unità motrici, poi, era alimentata da un carburatore Zenith e sovralimentata mediante un compressore volumetrico, per una potenza massima complessiva di 250 CV ed una velocità massima di 240 km/h. La meccanica telaistica era di tipo più tradizionale e comprendeva sospensioni ad assale rigido con avantreno a balestre semiellittiche e retrotreno a balestre a quarto di ellisse. Anche l'impianto frenante prevedeva tamburi sulle quattro ruote con comando a cavo, mentre il cambio era sempre manuale a 4 marce.
Tra le particolarità della Tipo 45 va senz'altro menzionata l'uscita dei tubi di scarico, che non era posta fra i due longheroni del telaio, ma partiva direttamente dai lati del motore attraverso due aperture ai lati del cofano motore. Questo perché il maggior ingombro trasversale del motore U16 rubava spazio proprio nella zona dei longheroni, impedendo così di farvi passare i tubi di scarico, come invece avveniva nelle altre vetture Bugatti di quel periodo. Per il resto, la carrozzeria era molto simile a quella delle più famose Tipo 35 e ne differiva praticamente solo per due piccole presa d'aria tonda, una per ogni lato del cofano motore ed entrambe con grigliatura, allo scopo di filtrare l'aria destinata ai carburatori.

#### LaTipo 47
Con la realizzazione del prototipo Tipo 47, Ettore Bugatti volle esplorare la possibilità di creare una versione stradale della Tipo 45. Il telaio su cui questo prototipo nacque fu però differente rispetto a quello della vettura d'origine in quanto prevedeva dei longheroni alti 23 cm invece di 17 com'era nel caso della Tipo 45. Questo per garantire una maggior robustezza alla struttura di una vettura che, secondo le intenzioni del patron Ettore, doveva arrivare a trasportare anche quattro persone. Per questo, il prototipo Tipo 47 fu presentato con una carrozzeria torpedo a quattro posti in cui la coda venne ridisegnata per non essere più ogivale, ma più ampia in modo da ricavare spazio adeguato per i sedili posteriori. Sempre per lo stesso motivo, al telaio della Tipo 47 venne allungato il passo di 15 cm (da 2,6 a 2,75 metri). Il motore della Tipo 47 aveva un'architettura analoga a quella della Tipo 45, quindi di tipo U16, ma con una corsa ridotta a 66 mm, per una cilindrata complessiva di 2986 cm3. Anche qui erano presenti un carburatore e un compressore volumetrico per bancata ed analogo era anche lo schema di distribuzione, ma la potenza venne ridotta a 200 CV.

### Produzione e attività sportiva
Ettore Bugatti avrebbe voluto maggiori sviluppi, sia di carattere commerciale che sportivo, per questi due modelli. Purtroppo la crisi finanziaria innescatasi nell'ottobre del 1929 rese difficoltoso qualsiasi ulteriore sviluppo. Fu il figlio di Ettore Bugatti, Jean, a consigliare al padre di interrompere lo sviluppo della Tipo 45 e della Tipo 47 per pensare alla produzione di modelli più redditizi in un momento così difficile. Per questo, la Tipo 47 rimase solo un prototipo, mentre la Tipo 45 fece solo poco di più con i suoi due esemplari prodotti. La Tipo 45 conobbe però dal canto suo un minimo di attività sportiva che trovò il suo culmine nel 1930, quando Louis Chiron si aggiudicò la vittoria alla Klausenrennen valevole per il Campionato europeo della montagna di quell'anno.

### Galleria fotografica
| Tipo 45 (vano motore) | Tipo 45 (motore e telaio nudo) | Tipo 47 | Motore King-Bugatti U16 | Motore della Tipo 47 |
| --------------------- | ------------------------------ | ------- | ----------------------- | -------------------- |
|                       |                                |         |                         |                      |